# Туийска мряна
Barbus erubescens е вид лъчеперка от семейство Шаранови (Cyprinidae). Видът е критично застрашен от изчезване.

## Разпространение
Разпространен е в Южна Африка (Западен Кейп).

## Описание
На дължина достигат до 9,5 cm.
Популацията на вида е намаляваща.